# Рудка-Козловецька
Рудка-Козловецька (пол. Rudka Kozłowiecka) — село в Польщі, у гміні Нємце Люблінського повіту Люблінського воєводства.
Населення — 1163 особи (2011).

## Демографія
Демографічна структура станом на 31 березня 2011 року:
|          | Загалом | Допрацездатний вік | Працездатний вік | Постпрацездатний вік |
| -------- | ------- | ------------------ | ---------------- | -------------------- |
| Чоловіки | 584     | 142                | 387              | 55                   |
| Жінки    | 579     | 136                | 329              | 114                  |
| Разом    | 1163    | 278                | 716              | 169                  |